# Параги, Ференц
Ференц Параги (венг. Paragi Ferenc; 21 августа 1953, Будапешт — 21 апреля 2016) — венгерский легкоатлет, метатель копья. Выступал за национальную сборную Венгрии по лёгкой атлетике в середине 1970-х — начале 1980-х годов. Участник двух летних Олимпийских игр, рекордсмен мира, пятикратный чемпион Венгрии в метании копья.

## Биография
Ференц Параги родился 21 августа 1953 года в Будапеште. Активно заниматься лёгкой атлетикой начал с раннего детства, проходил подготовку в столичном спортивном клубе «Чепель».
Начал выступать в зачёте национальных первенств уже в 1967 году, однако долгое время не мог попасть в основной состав венгерской национальной сборной, так как вынужден был конкурировать с выдающимся венгерским метателем копья Миклошем Неметом, которому постоянно проигрывал в финале на всех крупных соревнованиях. 
Впервые одержал победу в зачёте венгерского национального первенства в сезоне 1975 года. Год спустя вновь стал чемпионом страны в метании копья и благодаря череде удачных выступлений удостоился права защищать честь страны на летних Олимпийских играх 1976 года в Монреале. Тем не менее, каких-то существенных успехов здесь не добился, в квалификационном раунде бросил копьё максимум на 77,48 метра и расположился в итоговом протоколе соревнований на двадцатой строке.
В 1977 году Параги в третий раз подряд стал чемпионом Венгрии в метании копья. В 1978 году он побывал на легкоатлетическом чемпионате Европы в Праге, где сумел пробиться в финал и занял итоговое девятое место. В 1979 году вновь выиграл венгерское национальное первенство.
Мировая известность пришла к Ференцу Параги в сезоне 1980 года, когда на соревнованиях в городе Тата он бросил копьё на 96,72 метра, превзойдя более чем на два метра мировой рекорд Миклоша Немета, установленный четыре года назад. Чуть позже на других соревнованиях он показал близкий к своему рекорду результат 96,20 метра, что заставило общественность говорить о нём как о главном фаворите предстоящих Олимпийских игр в Москве. Тем не менее, несмотря на столь грандиозные результаты и установленный мировой рекорд, Параги выступил на Олимпиаде не очень удачно. На квалификационном этапе он показал довольно неплохой результат 88,76 метра, но затем в финале метал копьё на удивление плохо, не сумел преодолеть отметку в 80 метров и стал лишь десятым (при том что результата, показанного в квалификации, в финале ему хватило бы для бронзовой награды).
Последний раз Ференц Параги показал сколько-нибудь значимый результат на крупных соревнованиях в сезоне 1982 года, когда в пятый раз стал чемпионом Венгрии. Установленный им мировой рекорд продержался три года и был побит американцем Томом Петраноффом, который улучшил достижение венгра ещё на три метра. А год спустя немец Уве Хон показал ещё более фантастический результат в 104,80 метра. Такой резкий рост результатов привёл к значительному ужесточению требований к метательному снаряду, новые стандарты были введены в 1986 году, мировые рекорды с тех пор начали отсчитывать с нуля, при этом они стали существенно скромнее.
Сам Параги оставался действующим спортсменом вплоть до 1988 года, хотя в последнее время уже не показывал сколько-нибудь значимых результатов.
Умер в своём доме 21 апреля 2016 года в возрасте 62 лет.